# جاستن ارين
جاستن ارين (بالإنجليزية: Justin Warren)‏ هو لاعب كرة قدم أمريكية أمريكي، ولد في 10 أبريل 1985 في تايلر في الولايات المتحدة.